# Prošarani tinamu
Prošarani tinamu (lat. Crypturellus variegatus) je vrsta ptice iz roda Crypturellus iz reda tinamuovki. Živi u vlažnim nizinskim šumama u tropskim i suptropskim regijama sjevera Južne Amerike.
Prosječno je dug 29.5-33 centimetra. Mužjak je težak 376 grama, a ženka je teška 354-423 grama. Gornji dio leđa je riđ, a donji dio, zajedno s krilima je crn i ima žute pruge. Grlo je bijelo, a vrat i gornji dio prsa je svjetlo-riđe boje. Donji dio prsa i trbuh su smećkasto-žute boje. Kukma i dio glave su crni, a kljun je žute boje. Noge su zelenkaste do žućkasto-smeđe boje.
Hrani se plodovima s tla ili niskih grmova. Također se hrani i malom količinom manjih beskralježnjaka i biljnih dijelova. Mužjak inkubira jaja koja mogu biti od čak četiri različite ženke. Inkubacija obično traje oko 2-3 tjedna.

## Vanjske poveznice
|  | Zajednički poslužitelj ima stranicu o temi Crypturellus variegatus    |
|  | Zajednički poslužitelj ima još gradiva o temi Crypturellus variegatus |
|  | Wikivrste imaju podatke o taksonu Crypturellus variegatus             |